# Jean-Pierre Calteux
Johann Peter (Jean-Pierre) Calteux (Bonnevoie, 12 juni 1911 – Luxemburg-Stad, 9 oktober 1983) was een Luxemburgs kunstschilder en graficus.

## Leven en werk
Jean-Pierre Calteux was een zoon van spoorwegbeambte Michel Calteux en Thérèse Kremer. Hij werd geboren in Bonnevoie, in de gemeente Hollerich, dat in 1920 als een van de stadsdelen van Luxemburg werd samengevoegd met de hoofdstad. Hij werd opgeleid tot timmerman aan de École d'artisans de l'État, de ambachtsschool in Limpertsberg. Bij een ongeluk verloor hij zijn rechterhand en hij besloot over te stappen naar de schilderkunst. Hij studeerde aan de École des arts décoratifs in Straatsburg. In 1935 werd hij aangesteld als professeur aan zijn oude ambachtsschool.
Hij sloot zich aan bij de kunstenaarsvereniging Cercle Artistique de Luxembourg en nam van 1933 tot 1977 deel aan de jaarlijkse salons. Voor het Luxemburgs paviljoen op de New York World's Fair (1939) schilderde Calteux samen met Félix Glatz en Jean-Pierre Beckius een 130 m² grote voorstelling die het Luxemburgse landschap weergaf als idyllisch en vruchtbaar en het Moezellandschap in zijn bijzonderheid. Tijdens de Tweede Wereldoorlog nam hij met andere kunstenaars uit de gouw Moselland deel aan tentoonstellingen in Duitsland, met onder anderen Josy Meyers, Jean Schaack en Jang Thill in Schloss Schönhausen (september 1941) bij Berlijn en met Will Kesseler, Albert Kratzenberg, Meyers en Thill in het Kaiser-Friedrich-Museum (maart 1942) in Berlijn. Aanvankelijk maakte hij vooral grafisch werk, na de oorlog ging hij zich meer richten op het schilderen. In 1954 ontving hij ex aequo met Henri Dillenburg de Prix Grand-Duc Adolphe. In 1960 werd hij door groothertogin Charlotte van Luxemburg benoemd tot ridder in de Orde van de Eikenkroon.
Calteux overleed op 82-jarige leeftijd.

## Enkele werken
- 1971 La Place de l'Hôtel de Ville à Dudelange, aangekocht door de gemeente Dudelange en in 1981 geschonken aan erfgroothertog Henri van Luxemburg en diens vrouw.
- La Liseuse, aangekocht door prins Felix van Luxemburg.
- Nature Morte, aangekocht door het Ministerie van Cultuur.

## Prijzen en onderscheidingen
- 1932 Prijs van de stad Straatsburg
- 1954 Prix Grand-Duc Adolphe
- 1960 Ridder in de Orde van de Eikenkroon

- Musée national d'archéologie, d'histoire et d'art: lkl003224